# 1877 год в музыке

## События
- 20 февраля — премьера балета «Лебединое озеро» Петра Ильича Чайковского в Большом театре[1]
- 1 августа — основан Дуйсбургский филармонический оркестр, дирижёр Герман Брандт назначен на должность городского капельмейстера Дуйсбурга[2]
- 12 августа — Томас Эдисон изобрёл фонограф — аппарат, воспроизводивший речь человека[3]
- 17 ноября — премьера комической оперы «Чародей» Гилберта и Салливана в Лондоне.
- 16 декабря — премьера Симфонии № 3 Антона Брукнера в Вене
- Основан Бернский симфонический оркестр[4]

## Классическая музыка
- Иоганнес Брамс — Симфония № 1
- Карл Гольдмарк — симфония «Сельская свадьба», опус 26
- Антонин Дворжак — Stabat Mater
- Эдуар Лало — Концерт для виолончели с оркестром
- Людвиг Минкус — балет «Баядерка»
- Йозеф Райнбергер — соната для скрипки № 2 ми-минор, опус 105
- Артур Салливан — музыка к пьесе «Генрих VIII» У. Шекспира
- Камиль Сен-Санс — симфоническая поэма «Юность Геракла», опус 50
- Сезар Франк — симфоническая поэма «Эолиды»
- Роберт Фукс — соната для скрипки № 1 фа-диез мажор, опус 20
- Пётр Чайковский — Вариации на тему рококо; Симфония № 4

## Опера
- Антонин Дворжак — «Хитрый крестьянин»
- Жюль Массне — «Король Лахорский»
- Робер Планкет — «Корневильские колокола»
- Артур Салливан — «Чародей»
- Камиль Сен-Санс — «Самсон и Далила»; «Серебряный колокольчик»
- Чарльз Вильерс Стэнфорд — «The Veiled Prophet of Khorossan»
- Эмманюэль Шабрие — «Звезда»

## Персоналии

### Родились
- 12 января — Мод Ньюджент, автор песен (ум. 1958)
- 16 февраля — Сергей Борткевич, композитор и пианист (ум. 1952)
- 25 мая — Билли Мюррей, певец (ум. 1954)
- 14 июля — Агнес Николлс, оперная певица-сопрано (ум. 1959)
- 17 июля — Эдвард Мэдден, поэт и автор песен
- 27 июля — Эрнст фон Донаньи, композитор, дирижёр и пианист (ум. 1960)
- 6 сентября — Бадди Болден, автор регтаймов (ум. 1931)
- 7 сентября — Петар Стоянович, скрипач и композитор (ум. 1957)
- 15 сентября — Дейзи Вуд, певица (ум. 1961)
- 21 ноября — Зигфрид Карг-Элерт, композитор (ум. 1933)
- 25 декабря — Эмил Адамич, словенский композитор, дирижёр, музыкальный критик и педагог (ум. 1936).

### Скончались
- 1 января — Джули Бервальд, оперная певица (род. 1822)
- 18 января — Джордж Толхёрст, композитор (род. 1827)
- 23 марта — Каролина Унгер, оперная певица-контральто (род. 1803)
- 7 апреля — Эррико Петрелла, композитор (род. 1813)
- 26 апреля — Луиза Бертен, композитор и поэт (род. 1805)
- 3 июня — Людвиг Алоиз Фердинанд фон Кёхель, исследователь творчества Моцарта (род. 1800)
- 13 июня — Чезаре Чиарди, флейтист и композитор (род. 1818)
- 29 июня — Клоринда Корради, оперная певица-контральто (род. 1804)
- 5 августа — Луиджи Леньяни, гитарист и композитор (род. 1790)
- 12 сентября — Юлиус Риц, виолончелист, композитор и педагог (род. 1812)
- 3 октября — Тереза Титьйенс, оперная певица-сопрано (род. 1831)